# Edward Treacher Collins

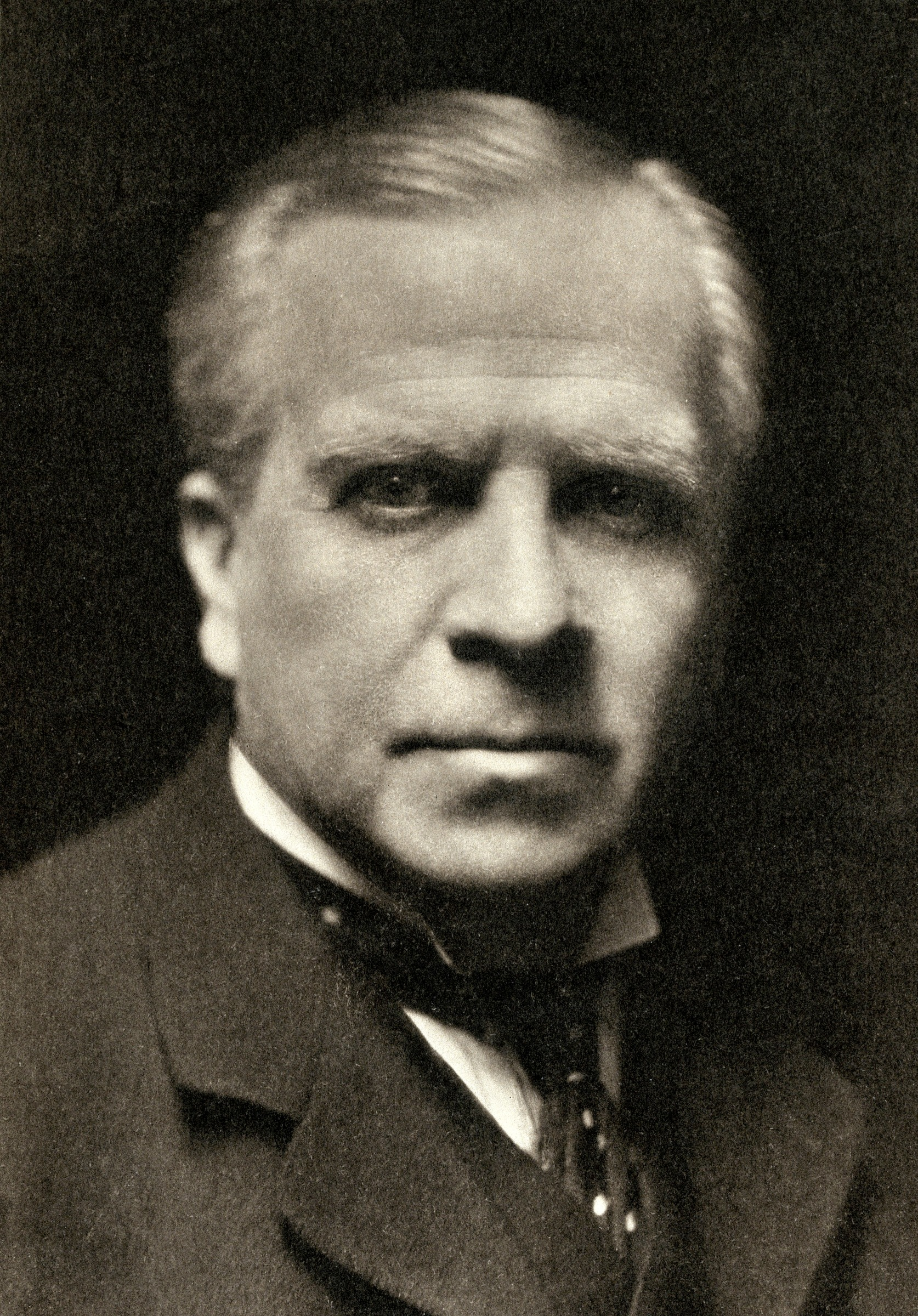
Edward Treacher Collins

Edward Treacher Collins (28 mei 1862 - 13 december 1932) was een Engelse chirurg en oftalmoloog. Hij is vooral bekend om zijn beschrijving van het naar hem vernoemde syndroom van Treacher Collins.
Hij was de zoon van dr. W.J. Collins en ms. Treacher. Treacher Collins gebruikte zijn moeders geboortenaam en zijn vaders achternaam zonder afbreekstreepje, zoals in die tijd gebruikelijk was.
Treacher Collins studeerde aan het Universiteitscollege Londen. In 1878 begon hij zijn studie in het ziekenhuis van Middlesex, waar hij in 1883 zijn medische graad behaalde. In navolging van zijn oudere broer Sir William Collins besloot hij zich te specialiseren in de oogheelkunde. Hij liep stage in het Moorfields Oogziekenhuis waar hij 48 jaar lang lid bleef van de faculteit. Zijn werk resulteerde in de publicatie Researches into the Anatomy and Pathology of the Eye (1896), wat hem wereldwijde erkenning opleverde.